# Justicia lanstyakii
Justicia lanstyakii är en akantusväxtart som beskrevs av Carlos Toledo Rizzini. Justicia lanstyakii ingår i släktet Justicia och familjen akantusväxter. Inga underarter finns listade i Catalogue of Life.

## Bildgalleri

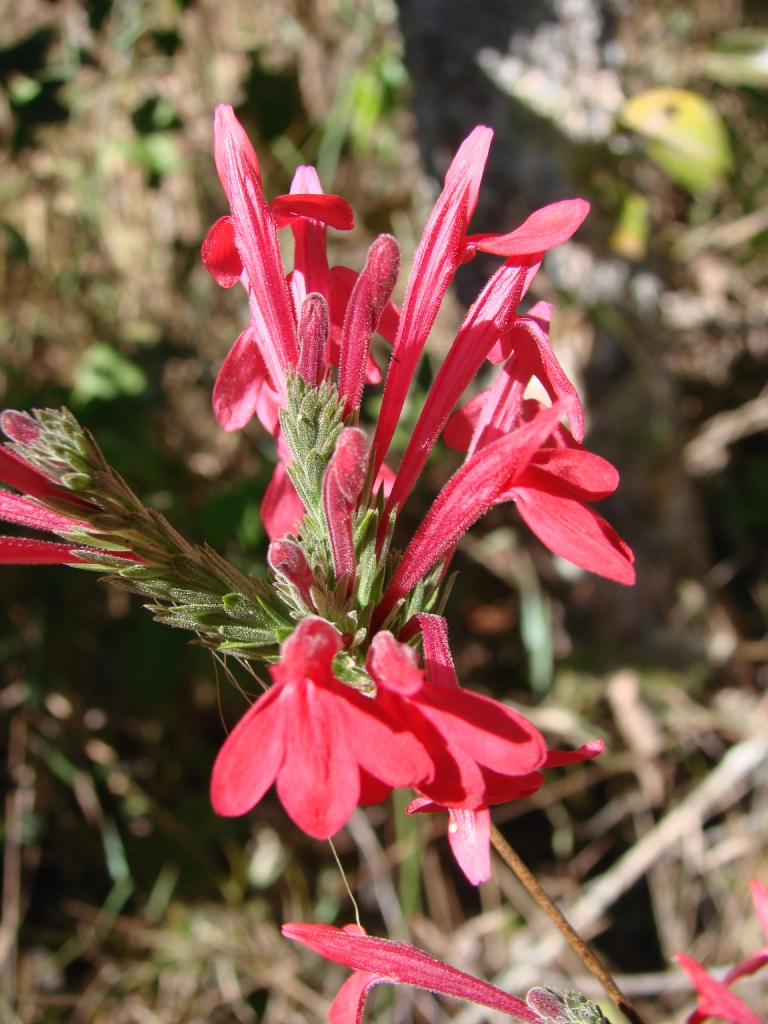